# Microserica nigrolineata
Microserica nigrolineata är en skalbaggsart som beskrevs av Moser 1911. Microserica nigrolineata ingår i släktet Microserica och familjen Melolonthidae. Inga underarter finns listade i Catalogue of Life.